# Alžběta Tyrolská
Alžběta Tyrolská (německy Elisabeth von Tirol, * asi 1220/1225 – 10. října 1256) byla tyrolská šlechtična, provdaná hraběnka z burgundská.

## Život
Byla jedna ze dvou dcer hraběte Alberta IV. Tyrolského (? –1253)  a jeho manželky Ute z Frontenhausen-Lechsgemündu. Albert neměl mužské potomky, pouze dcery Alžbětu a Adélu (?–1279). 
Její sestra Adéla se kolem roku 1236 provdala za hraběte Menharta Tyrolského a Gorického (1193/94–1258), hraběte gorického a tyrolského, zemského fojta akvilejského, tridentského, brixenského a bolzanského.

### Manželství
Alžběta se provdala za hraběte Otu III. Burgundského (též Ota VIII. z Andechsu), z jejich manželství se však nenarodily žádné děti. 
Později se provdala za hraběte Gebharda IV. z Hirschbergu. Ten se po Alžbětině smrti oženil s Žofií Bavorskou (1236–1289), dcerou vévody Oty II. Bavorského.